# Ngân hàng quốc gia ở Bydgoszcz
 Tòa nhà của Ngân hàng Quốc gia Ba Lan là một tòa nhà lịch sử, tọa lạc tại số 8, đường Jagiellońska, ở trung tâm thành phố Bydgoszcz, Ba Lan.

## Vị trí
Vị trí của Ngân hàng Quốc gia Ba Lan được phân định bởi góc phố Jagiellońska ở phía bắc và phố Franciszek Ksawery Drucki-Lubecki ở phía tây.

## Lịch sử

### Thời kỳ Phổ
Từ năm 1875 trở đi, tòa nhà này là nơi tọa lạc của một chi nhánh của Ngân hàng Hoàng gia trước đây, sau đó lấy tên Reichsbank làm ngân hàng phát hành trung ương của Đức. Vào năm 1911-1912, kiến trúc sư Otto Muller đã xây dựng một chái nhà bổ sung ở phía đông, với hai tầng, để hoạt động như một ngôi nhà ở.

### Thời kỳ giữa chiến tranh
Trong thời kỳ Cộng hòa Ba Lan thứ hai, chi nhánh Bydgoszcz của Ngân hàng Quốc gia là một trong những trung tâm lớn ở nước này, khiến Bydgoszcz trở thành một trong những trọng tâm quan trọng nhất của mạng lưới ngân hàng Ba Lan.

### Thời kỳ hậu chiến
Kể từ cải cách hành chính năm 1999, tòa nhà hiện tại là chi nhánh của NBP cho Kuyavian-Pomeranian Voivodeship. Trong những năm 1997-1999 và 2001-2003, một cuộc đại tu toàn diện dinh thự đã được thực hiện.

## Kiến trúc
Tổ hợp các tòa nhà của NBP tại Bydgoszcz có phògg cách Tân phục hưng. Nó có các mặt đá nổi ở tầng trệt. Các cổng vào chính được trang trí với các cột trụ bổ tường, và toàn bộ tòa nhà được bao phủ bởi một bức phù điêu lớn và một mái đua với phong cách cổ điển và chi tiết Phục hưng.
Nội thất được trang trí với những bức bích họa. Phong cách của tòa nhà gợi đến đặc điểm cung điện thời Phục hưng Ý.

## Hình ảnh

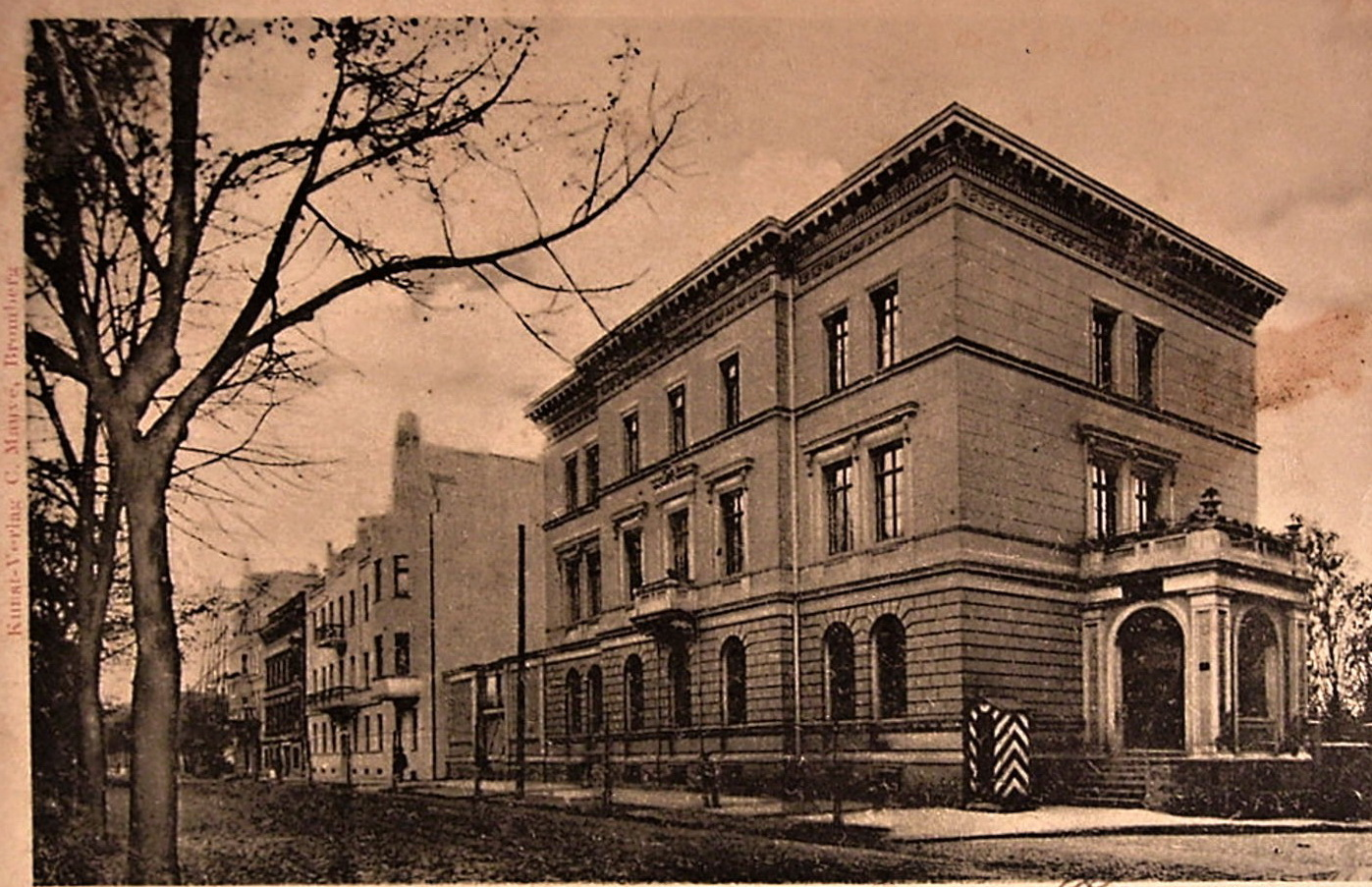
Tòa nhà Reichbank ca 1901
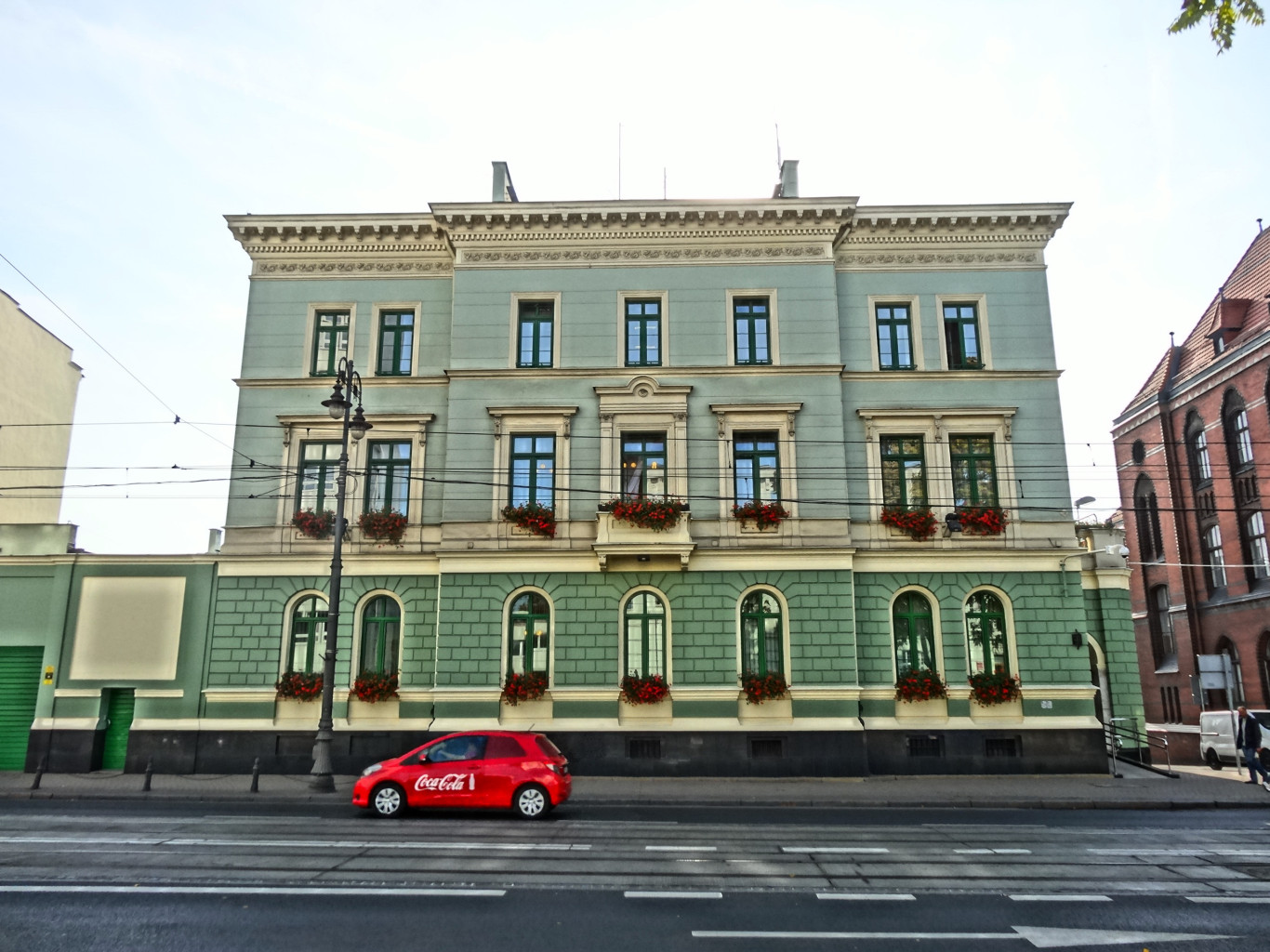
Cao độ chính
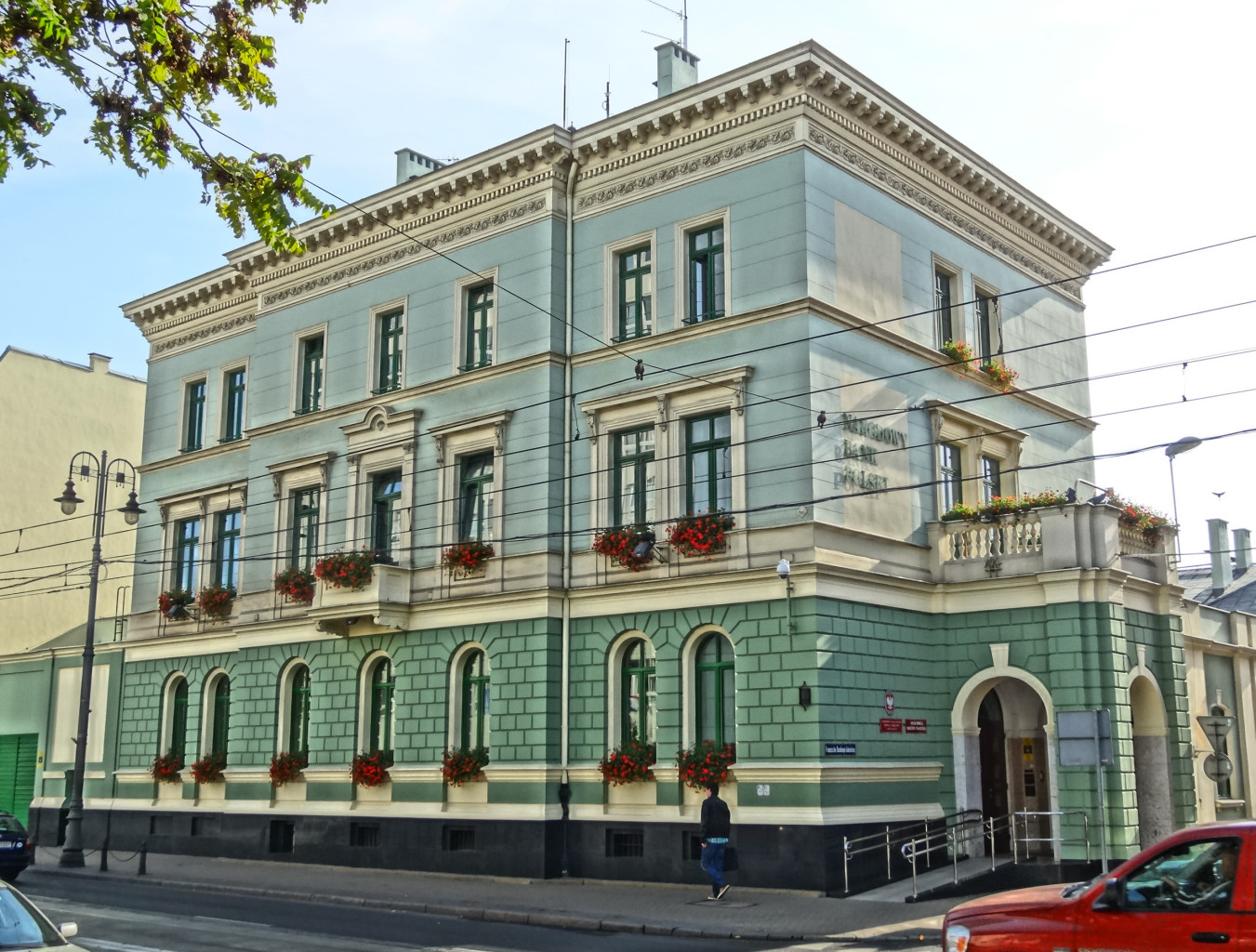
Xem từ đường Jagiellońska
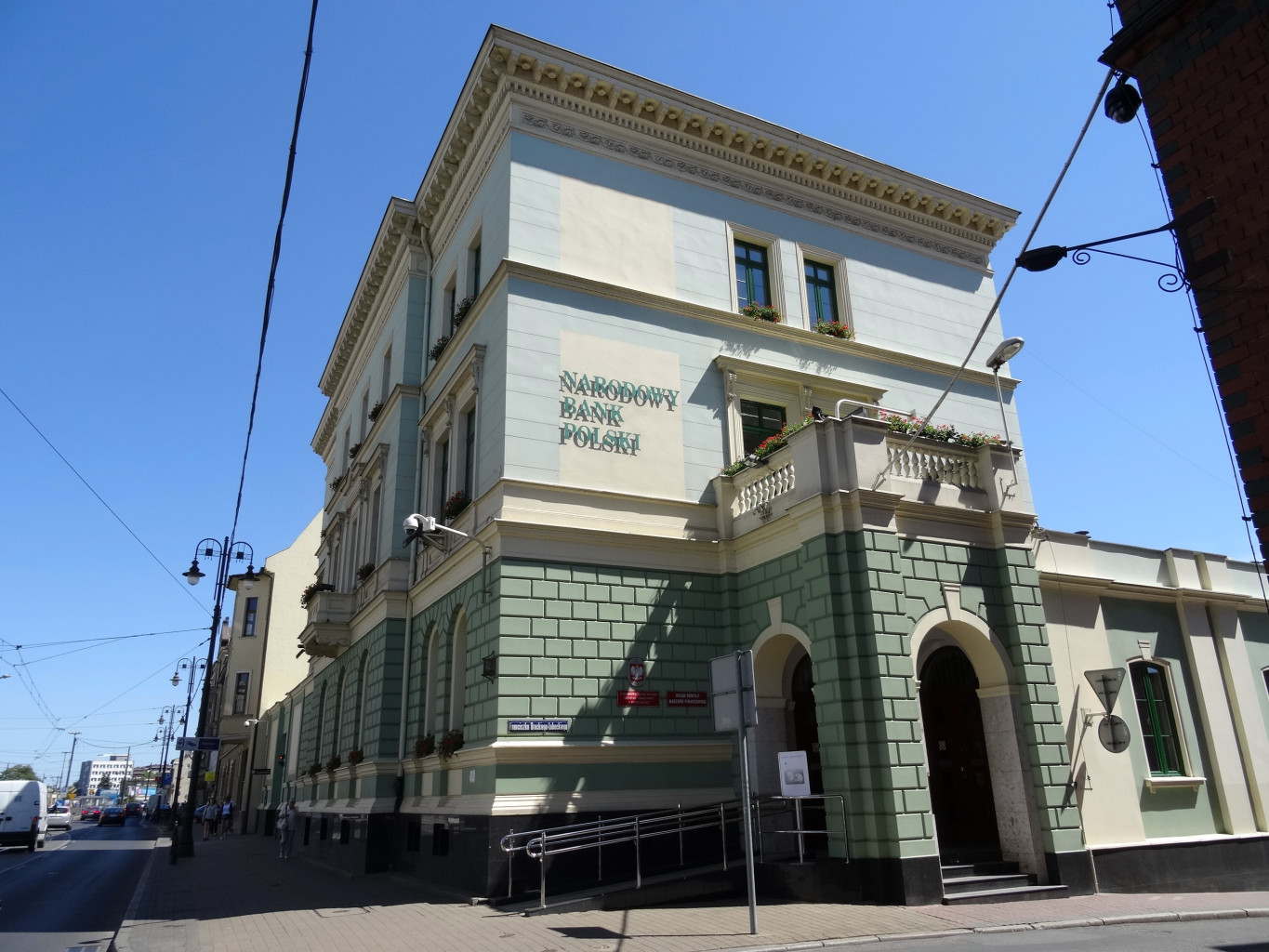
Quang cảnh từ đường phố Franciszek Ksawery Drucki-Lubecki
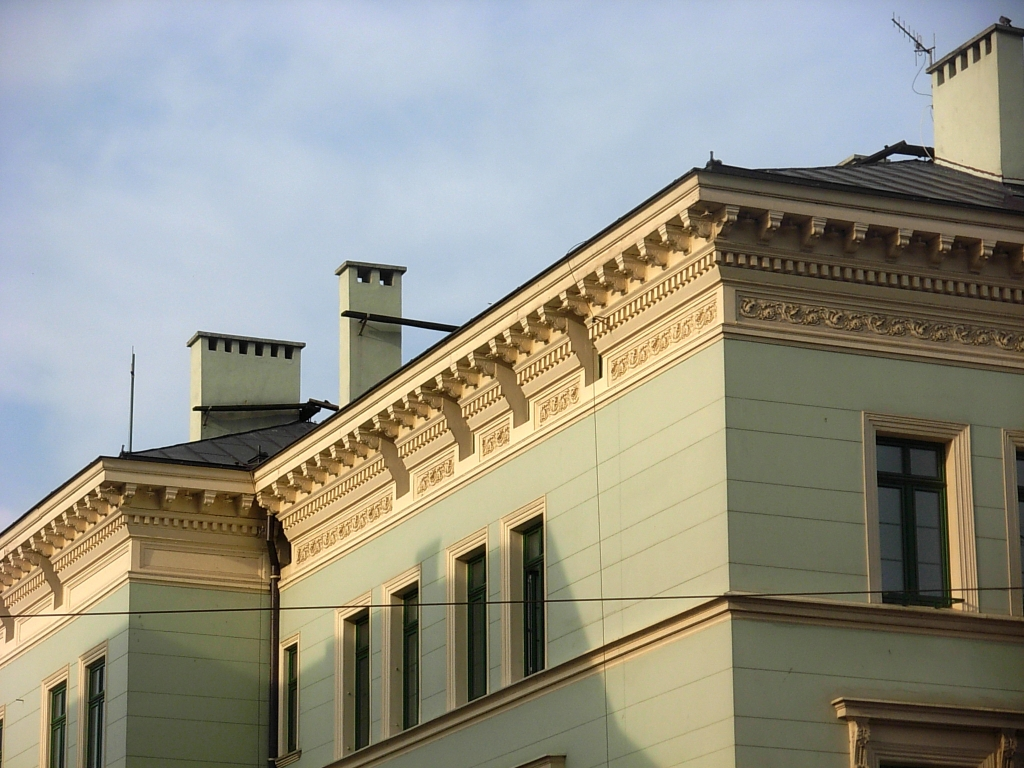
Frieze và cornice trên mái nhà